# رنگین‌تاب‌های کوتاه
رنگین‌تاب‌های کوتاه (نام علمی: Brachygalba) نام یک سرده از تیره رنگین‌تاب است.

## گونه‌ها
- رنگین‌تاب گلوسفید (Brachygalba albogularis)
- رنگین‌تاب سررنگ‌پریده (Brachygalba goeringi)
- رنگین‌تاب قهوه‌ای (Brachygalba lugubris)
- رنگین‌تاب تیره‌پشت (Brachygalba salmoni)